# Saint Louis
Saint Louis (anche abbreviato St. Louis) è una città degli Stati Uniti d'America, nello stato del Missouri. Il suo status è quello di "città indipendente", vale a dire non collegato amministrativamente all'autorità di qualsivoglia contea, ma direttamente allo Stato. La città, così chiamata in onore di Luigi IX, Re di Francia, è confinante con l'omonima contea in Missouri.
L'area metropolitana di Saint Louis, che si estende attraverso contee sia in Missouri che in Illinois, secondo il censimento del 2000 è la diciannovesima più grande degli Stati Uniti, con una popolazione totale di 2 698 672. Mentre la popolazione dell'area metropolitana sta aumentando, gli abitanti di Saint Louis fin dagli anni '50 sono andati diminuendo, spostandosi verso i molti sobborghi della contea di Saint Louis e le altre parti della cintura cittadina. Questo esodo verso la periferia sembra essersi arrestato all'inizio di questo secolo grazie ai recenti tentativi di rivitalizzare il centro cittadino e la città in generale.
Una città globale "Gamma" con un PIL metropolitano di oltre centosessanta miliardi di dollari nel 2017, la città metropolitana di Saint Louis ha un'economia diversificata con punti di forza nei settori dei servizi, della produzione, del commercio, dei trasporti e del turismo.
Le principali università di ricerca includono la Saint Louis University e l'Università Washington nella St. Louis School of Medicine. Il Washington University Medical Center nel quartiere del Central West End ospita un agglomerato di istituzioni mediche e farmaceutiche, tra cui il Barnes-Jewish Hospital.

## Storia
La città è stata fondata nel 1764 da coloni americani arrivati ad ovest dopo la fine della Guerra franco-indiana come stazione per la caccia agli animali da pelliccia. Tuttavia gli unici documenti disponibili risalgono al 1800, anno in cui Auguste Chouteau e il suo patrigno Pierre Laclede scrissero i Journals sulla fondazione di Saint Louis. I Journals sono una raccolta di ricordi adolescenziali che Auguste Chouteau scrisse dopo molti anni dal suo viaggio a Saint Louis. Molti ricercatori infatti non li considerano documenti ufficiali.
Il 27 maggio 1896 la città fu colpita intorno alle 19:00 da una violenta tromba d'aria stimata di livello F4 che formatasi nel centro città devastò il quartiere di Lafayette Park e le aree dove oggi sono presenti il Gateway Arch e l'Eads Bridge. Il tornado poi colpi la limitrofa città di East St. Louis causando danni ancora più gravi. In totale 255 persone morirono (137 a Saint Louis e 118 a East St. Louis) e circa un migliaio rimasero ferite. Altri intensi tornado colpirono la città e i suoi sobborghi limitrofi nel: 1927, 1956, 1967, 2011, 2013 e 2021.
Saint Louis ospitò ai primi del Novecento un'edizione dell'Esposizione universale, inaugurata il 30 aprile 1903 e chiusa il 1º dicembre 1904: la Louisiana Purchase Exposition fu organizzata per festeggiare il centenario dell'acquisto della Louisiana, acquistata dagli Stati Uniti e venduta dai francesi nel 1803-1804.
Nel 1904 la città venne scelta per ospitare i Giochi della III Olimpiade a scapito di Chicago; il CIO risolse di affidare la decisione circa la sede al presidente Theodore Roosevelt che optò per la città del Missouri. In questo modo le due manifestazioni, la Fiera e le Olimpiadi, non si sarebbero fatte concorrenza, anzi avrebbero concentrato il pubblico e i turisti verso un'unica meta.

### The Hill
A Saint Louis era presente una storica comunità di origine italiana, tradizionalmente insediata nel quartiere occidentale di The Hill. Contrariamente alla maggior parte delle comunità italoamericane degli Stati Uniti, questa non è stata fondata da migranti meridionali, bensì settentrionali: per la precisione da lombardi, provenienti dalla provincia di Milano (per esempio dai comuni di Cuggiono, Robecchetto con Induno e Turbigo) e da quella di Cremona. A questi si aggiunsero successivamente anche italiani originari di altre regioni, come il Veneto e la Toscana. Tra i "lombardi" di Saint Louis, nati e/o cresciuti a The Hill, possiamo ricordare i giocatori di baseball Yogi Berra, Dino Restelli, Jim Pisoni e Joe Garagiola, il militare Emilio Rolla, il medico e personalità televisiva Jan Garavaglia, lo scenografo cinematografico Edward Pisoni, oltre che i calciatori Charlie Colombo, Robert Annis, Frank Borghi e Gino Pariani (membri della nazionale di calcio americana durante il Mondiale del 1950). Tracce della presenza settentrionale si possono trovare anche nella locale chiesa parrocchiale, intitolata a Sant'Ambrogio e costruita in stile neoromanico lombardo.
Tra gli altri italoamericani di Saint Louis, non necessariamente di origine lombarda, possiamo annoverare:
- Amerigo Dumini (1894-1967), di origine fiorentina, noto per essere stato uno degli assassini di Giacomo Matteotti.
- Diana Ossana (nata nel 1949), presumibilmente di origine trentina, sceneggiatrice cinematografica, vincitrice dell'Oscar alla miglior sceneggiatura non originale di I segreti di Brokeback Mountain.
- Gina Tognoni (nata nel 1973), attrice televisiva.

Ora non ci sono più italiani nel quartiere di The Hill.

## Monumenti

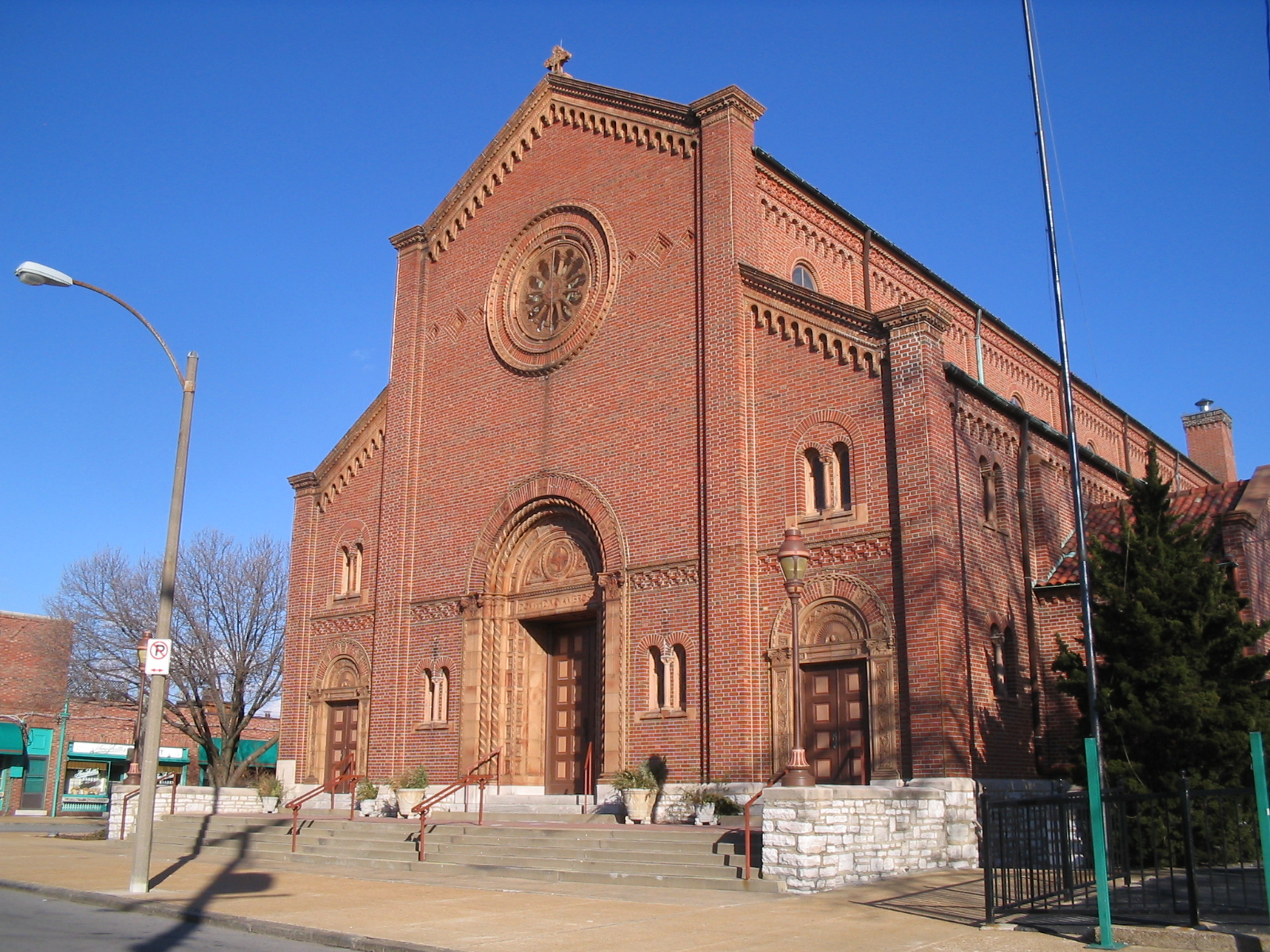
La chiesa di Sant'Ambrogio nel quartiere di The Hill era una sede di italoamericani di origine lombarda.

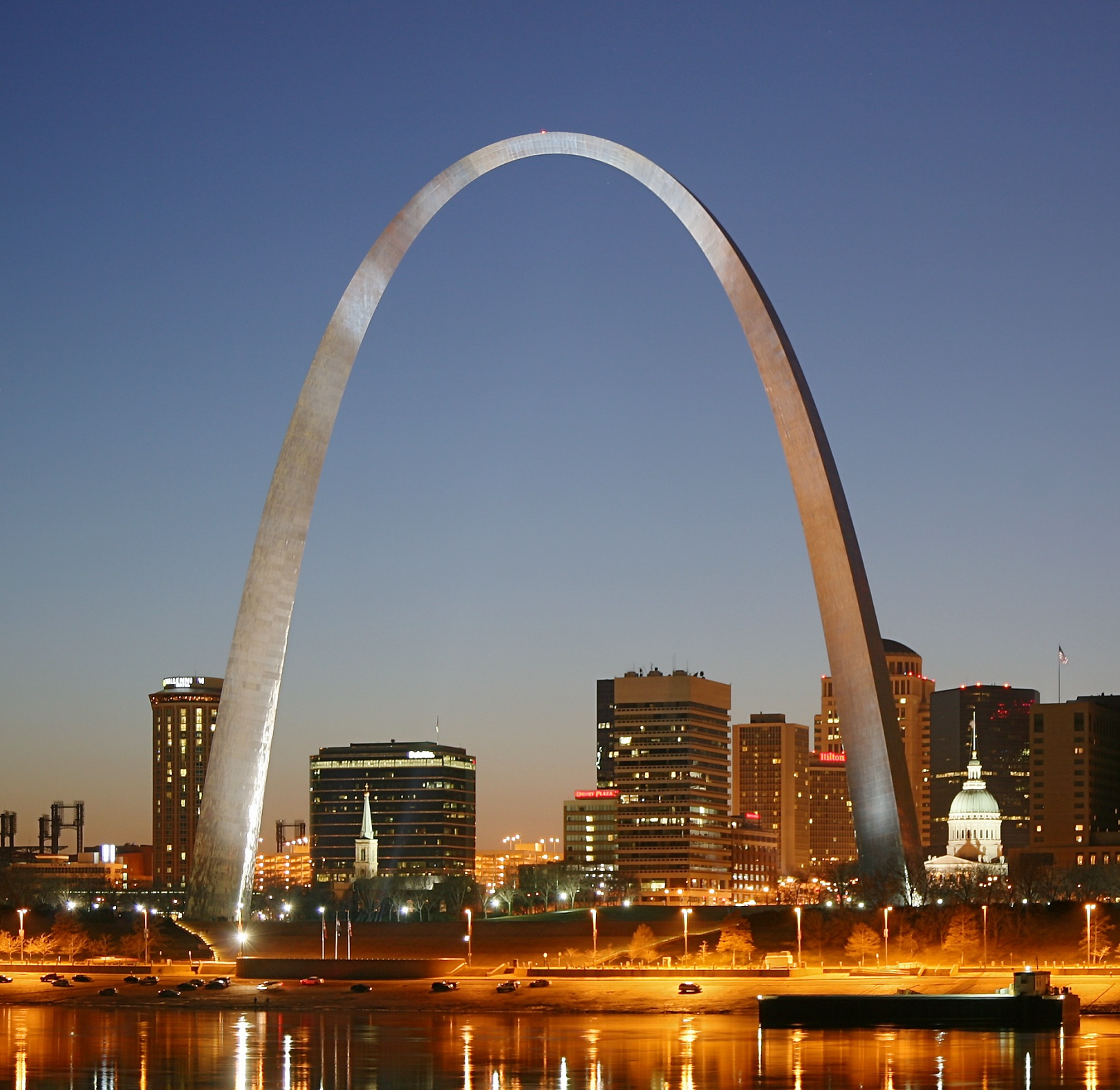
Gateway Arch

Il Parco nazionale dell'Arco della porta (Gateway Arch National Park) è composto dell'Arco della porta (Gateway Arch), il Museo dell'Espansione a Occidente (Museum of Westward Expansion, sotto l'Arco) e l'Antico Tribunale di Giustizia (Old Courthouse).
Il Gateway Arch è il simbolo della città: costruito tra il febbraio del 1963 e l'ottobre del 1965 in prossimità del luogo da cui partì la spedizione di Lewis e Clark, simboleggia la Porta dell'Ovest. Si trova sulla riva destra del Mississippi ed è alto 192 metri. I turisti possono accedere alla sommità per godere di una visione panoramica della città. È stato progettato dall'architetto finlandese Eero Saarinen.
Saint Louis possiede diversi parchi. Quello più frequentato e più grande è Forest Park, è possibile arrivare al parco scendendo alla fermata metro che prende il suo nome. All'interno di questo parco è situato il Missouri History Museum e lo zoo. La maggior parte delle sale del museo, che ospitano la collezione permanente, sono gratuite, sono invece a pagamento quelle che ospitano esposizioni temporanee. Lo zoo è ad ingresso gratuito.
Da ricordare anche la cattedrale, situata al 4431 di Lindell Boulevard. Vanta uno straordinario e maestoso apparato di mosaici che sembra essere il più grande negli Stati Uniti.

## Cultura

### Media
Il maggiore quotidiano della città è il St. Louis Post-Dispatch, fondato da Joseph Pulitzer nel 1878 dalla fusione del Saint Louis Evening Post e del Saint Louis Dispatch.

### Musei
- Saint Louis Art Museum Il museo contiene circa 32 000 opere: arte afro-americana; arte africana; arte americana; arte contemporanea; arte decorativa e design; arte europea dal 1800; arte islamica; arte moderna; fotografia; arte precolombiana e indiana-americana; disegni e stampe; ecc. Il museo organizza programmi educativi per la famiglia, alcuni gratuiti altri a pagamento. Il museo non ha un costo d'entrata, vi sono solo alcune stanze che ospitano opere in transito, queste risultano a pagamento.
- Museum of Science
- Missouri History Museum
- Contemporary Art Museum St. Louis Il museo realizza eventi di arte contemporanea, anche con opere di artisti del luogo, premiazioni ed eventi mondani.
- City Museum Il City Museum, situato tra Delmar street e Washington street in Downtown, è amato dai bambini, ma adatto anche agli adulti. È un luogo surreale dove si incontrano architettura, industria e arte. Ai visitatori è permesso camminare ovunque attraverso i tunnel e le gallerie.
- Missouri Botanical Garden Il Missouri Botanical Garden, meta amata dai turisti ed esperti botanici, è un luogo rilassante dove la natura, perfettamente "addomesticata" dalla maestria di giardinieri e ricercatori, risveglia nell'uomo l'idea di perfezione e armonia. Tra le personalità famose, ospiti dell'ingegnoso primo proprietario del giardino, c'è Oscar Wilde. La sua firma è stata trovata nell'almanacco dei visitatori annuali. Ogni estate, lo staff del Missouri Botanical Garden, organizza un festival dedicato all'Arte Cinese o Giapponese. Il giardino è diviso in altrettanti giardini di grandi e piccole dimensioni. Il giardino Giapponese è il più famoso, il designer di questo giardino ha vinto il primo premio come miglior designer di giardini giapponesi del Missouri (2011). Gli eventi giornalieri sono soprattutto organizzati per le famiglie e i bambini. A pochi metri dal giardino c'è il Monsanto Center.
- La Fondazione per le arti Pulitzer, museo d'arte istituito nel 2001, collocato in un edificio appositamente realizzato, su progetto di Tadao Andō.

### Comunità italiana di St Louis
La comunità italiana di St Louis, fondata da Michael Cross nel 2017, è un'associazione riconosciuta come il principale punto di riferimento non istituzionale per gli italiani a St Louis e per coloro che vogliono conoscere l'Italia contemporanea. Promuovono attività culturali, sportive e artistiche in lingua italiana e sono l'unica comunità della regione che rappresenta gli italiani ed i loro bisogni. La comunità ha un club, "Italiano per piacere" che promuove attivamente la lingua italiana attraverso eventi culturali, lezioni ai bambini ed altre attività dedicate alle persone di tutte le età.

### Musica
A Saint Louis ha sede la St. Louis Symphony Orchestra, fondata nel 1880, è la seconda orchestra sinfonica professionale più antica degli Stati Uniti, preceduta solo dalla New York Philharmonic.
Il St. Louis Municipal Opera Theatre (The Muny), inaugurato il 5 giugno 1917, ospita la stagione musicale estiva della città di Saint Louis.

## Sport
Saint Louis è rappresentata in due delle quattro principali leghe professionistiche statunitensi:
- i Saint Louis Blues (NHL - hockey su ghiaccio) giocano al Enterprise Center;
- i St. Louis Cardinals (MLB - baseball) giocano al Busch Stadium.

Altra franchigia statale afferente alle altre leghe sportive professionistiche sono:
- i Saint Louis City SC (MLS - calcio) giocano all'Energizer Park.

Dal 1955 al 1968 Saint Louis ha ospitato la squadra di pallacanestro dei Saint Louis Hawks, (oggi Atlanta Hawks), vincitrice nel 1958 del campionato NBA. Dal 1960 al 1987 ha inoltre ospitato la squadra di football americano dei Saint Louis Cardinals (oggi Arizona Cardinals), e dal 1995 al 2015 i Saint Louis Rams (oggi Los Angeles Rams).
Nel 1904 a Saint Louis si svolse la terza edizione dei Giochi olimpici moderni; stanti le difficoltà e i costi che all'epoca comportava una trasferta transoceanica, l'edizione vide la partecipazione di pochissimi atleti europei e fu conseguentemente dominata dagli atleti statunitensi che conquistarono ben 77 medaglie d'oro su 95, seguiti da Germania, Cuba e Canada con 4 ori ciascuna. L'organizzazione fu peraltro caotica ed approssimativa, con molte manifestazioni ai limiti dell'antisportività.
Nel 2011 la squadra di baseball della città di Saint Louis, i Cardinals, ha vinto la World Series per l'undicesima volta.
Saint Louis è luogo di nascita dei cestisti Jayson Tatum dei Boston Celtics e Bradley Beal dei Washington Wizards.
Grazie all'impegno del filantropo Rex Sinquefield, la città è divenuta sede di importanti eventi scacchistici quali la Sinquefield Cup e il Saint Louis Rapid & Blitz (parte del Grand Chess Tour). Dal 2010 ospita anche la World Chess Hall of Fame. La città è stata definita la "capitale degli scacchi statunitensi".

## Infrastrutture e trasporti
La città è servita dall'Aeroporto Internazionale di Lambert-St. Louis.
La rete tranviaria denominata MetroLink si estende per 74 km e dispone di due linee: blu (Shrewsbury Lansdowne-Farwiew Heights) e rossa (Lambert Airport-Shilo Schot).

## Saint Louis al cinema
- Pres. Roosevelt at the Dedication Ceremonies, St. Louis Exposition (news) (1903)
- Roosevelt Dedicating at St. Louis Exposition (news) (1904)
- Meet Me in Saint Louis, regia di Vincente Minnelli (1944)
- L'aquila solitaria (The Spirit of Saint Louis), regia di Billy Wilder (1957)
- Calda Emozione (White Palace), regia di Luis Mandoki, 1990
- Interstate 60: Episodes of the Road, regia di Bob Gale, 2002

## Altri progetti

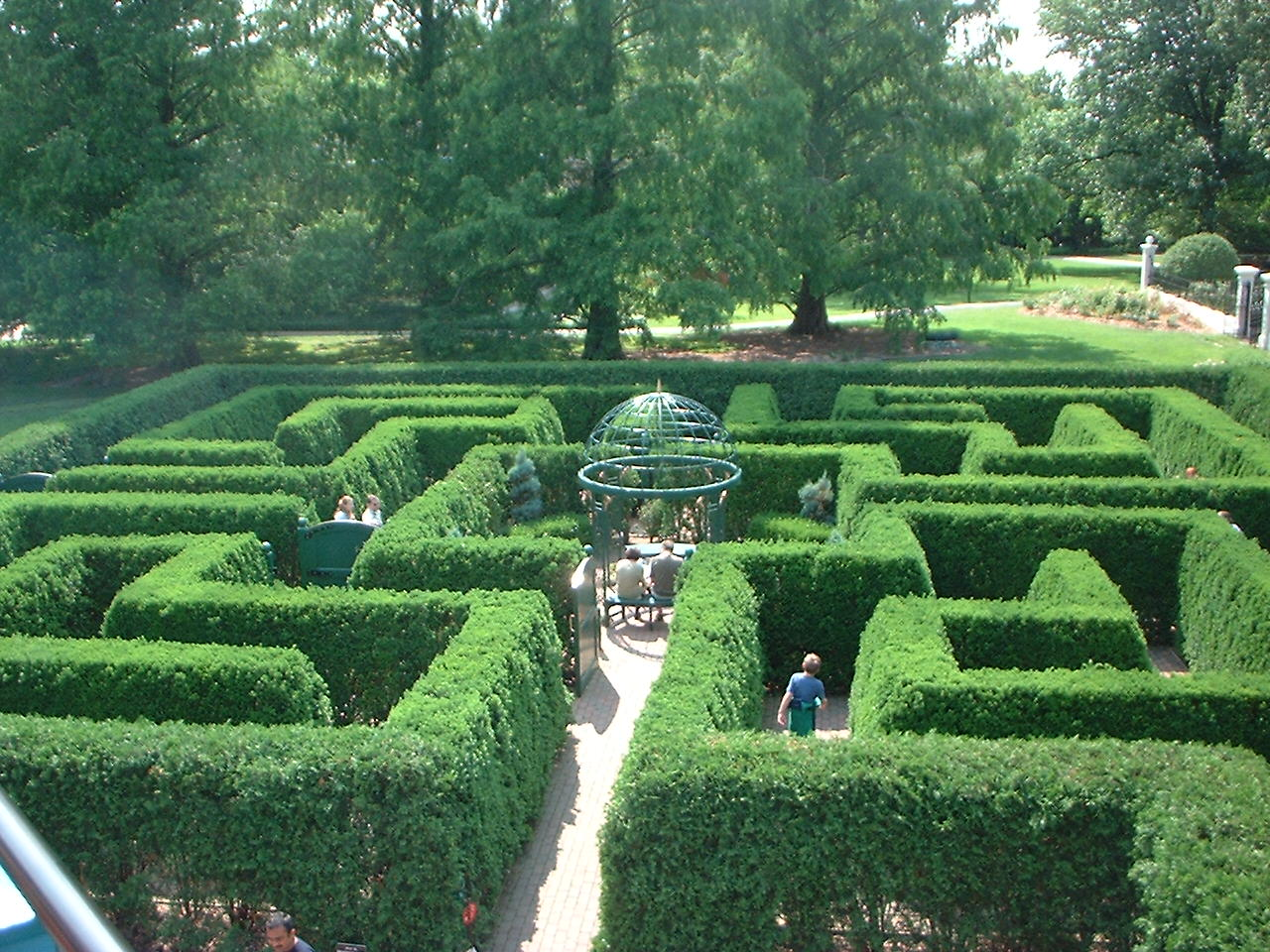
St. Louis, Missouri Botanical Garden, USA.

## Saint Louis in TV
- Defiance (serie televisiva)
- The Last Ship (serie televisiva)
- Superstore (serie televisiva)

## Amministrazione

### Gemellaggi

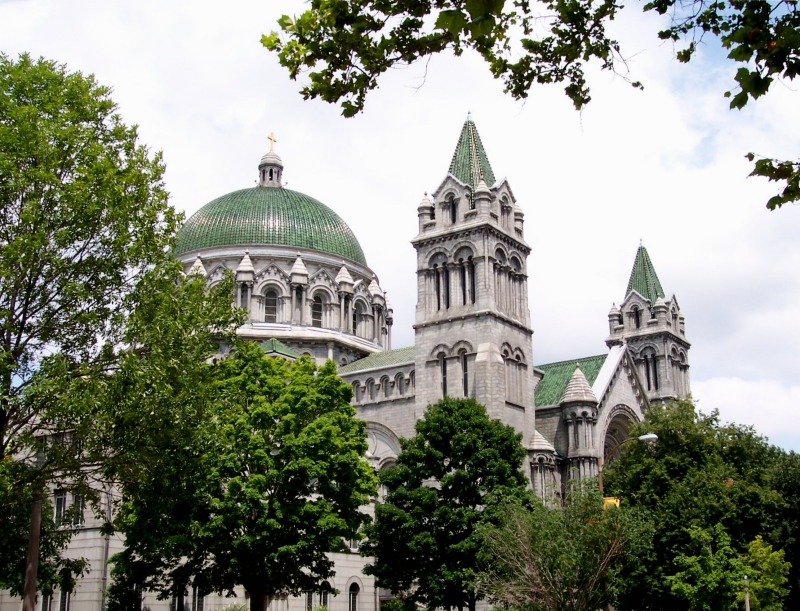
La Basilica Cattedrale di Saint Louis.

Saint Louis è gemellata con:
- Stoccarda, dal 1960
- Suwa, dal 1974
- Lione, dal 1976
- Galway, dal 1977
- Nanchino, dal 1979
- Bologna, dal 1987
- Georgetown, dal 1990
- Stettino, dal 1992
- Samara, dal 1992
- Donegal, dal 1994
- Saint-Louis, dal 1994
- Wuhan, dal 1994
- San Luis Potosí, dal 1999
- Bogor, dal 2004
- Brčko, dal 2008
- Rosario, dal 2017